# Alfredo Rebaza Acosta
Alfredo Rebaza Acosta (Huamachuco, 2 de diciembre de 1902 - Lima, 28 de octubre de 1982) fue un educador, historiador y periodista peruano. Integrante del Grupo Norte y militante del Partido Aprista Peruano. Ejerció la docencia en colegios y universidades de Lima y Trujillo, destacando por su enseñanza magistral de la Historia y la Literatura. Escribió también artículos, monografías y manuales de historia. En memoria suya tres colegios o instituciones educativas llevan su nombre: uno en el distrito de Los Olivos (Lima), otro en el distrito de San Martín de Porres (Lima)  y otro en el Callao.

## Biografía
Sus padres fueron Alfredo Rebaza Acosta y Grimaneza Acosta, primos y miembros de familias principales de Huamachuco, en el departamento de La Libertad. Su padre fue Subprefecto de la provincia. Por línea materna era descendiente de José Faustino Sánchez Carrión, prócer de la independencia y uno de los fundadores de la República del Perú.
Sus estudios primarios y secundarios los realizó en el Colegio Nacional San Nicolás de su ciudad natal, dirigido por el doctor Enrique Tovar. Se trasladó a la capital del departamento, Trujillo, para seguir estudios superiores en la Facultad de Letras de la Universidad Nacional de Trujillo (1919). En el examen de ingreso ocupó el primer puesto junto con Carlos Manuel Cox, quien sería después destacado intelectual y líder del Partido Aprista Peruano. Culminó su carrera con éxito en 1923, obteniendo el título en Bachiller en Historia, Filosofía y Letras.  En ese mismo año integró la directiva del recién fundado Círculo de Prensa de Trujillo.
Por esos años integró el afamado Grupo Norte, dirigido por Antenor Orrego y José Eulogio Garrido y conformado por jóvenes literatos, artistas y políticos del norte del Perú. En ese ambiente compartió con César Vallejo, Víctor Raúl Haya de la Torre, Federico Esquerre, Juan Espejo Asturrizaga y otros.
Se inició en la docencia en 1929, como profesor del Instituto Moderno de Trujillo, dirigido por el doctor Carlos E. Uceda; y en 1931, pasó a ser profesor de historia en el Colegio Nacional San Juan de la misma ciudad. Poco después de su juventud universitaria, y su paso por las aulas que alguna vez ocuparon figuras como César Vallejo o Víctor Raúl Haya de la Torre, se sintió comprometido con los ideales de justicia social, uniéndose a la militancia del Partido Aprista Peruano. Fue en esta organización en la que jugaría un rol fundamental, contar uno de los pasajes más sangrientos y duros de su historia. En 1932 estalló la revolución de Trujillo y al año siguiente se trasladó a Lima, donde enseñó por muchos años en diversos colegios particulares, pues por sus ideas políticas estaba impedido de trabajar en los colegios del Estado.
En 1938 ingresó en la Universidad Nacional Mayor de San Marcos para cursar Derecho. Solo estudió hasta el cuarto año, tal vez por darse cuenta de que lo suyo era el magisterio y no la abogacía. Años después, con su tesis «La historia de Occidente», —como consta en la relación de doctores en educación— optó en San Marcos el grado de Doctor en Educación en 1962.
En 1948 fue nombrado catedrático en la Universidad de Trujillo, donde enseñó Historia de la Cultura, Literatura y Castellano avanzado. Ese mismo año fue nombrado director del Instituto de Literatura. 
En 1949 nuevamente en Lima, fue nombrado profesor de historia en el Colegio Militar Leoncio Prado; y en 1950 secretario y profesor de historia en la Gran Unidad Escolar Melitón Carvajal, la primera de aquellas grandes unidades escolares construidas durante el gobierno del general Manuel A. Odría. En el Leoncio Prado llegó a ser Director de estudios (1953), permaneciendo hasta 1957, cuando por propia decisión y al habérsele reconocido 28 años de servicio al estado decidió renunciar. Profesor de gran creatividad, hizo innovaciones pedagógicas, tales como crear actividades extra programáticas, cursos de nivelación, clubes estudiantiles, exámenes orales. De esa manera el colegio leonciopradino destacó tanto a nivel nacional como internacional, obteniendo premios. 
Ejerció también como catedrático de la Universidad de San Marcos y en la Universidad Federico Villarreal. En la primera enseñó la "Historia de la educación".

## Publicaciones
- "La Monografía de Huamachuco", premiada en la exposición del Primer Centenario de la Independencia de Trujillo en 1921.
- "Historia de la revolución de Trujillo" 1a. edición (1934). Prólogo de Luis Alberto Sánchez. (3a. edición, 2012).
- "Curso de Pre Historia" (1936)
- "Curso de Historia Universal para la Educación Secundaria" (17a. edición, 1951)
- "Historia General de la Cultura" (Altas Culturas) (1958)
- "El problema educativo peruano" (1967)
- "Historia y Geografía del Perú y del Mundo" (1970)
- "Anecdotario Histórico del Perú" (1975)

Escribió también una serie de textos escolares de Historia Universal y de Historia del Perú y del Mundo, que fueron reeditados más de 20 veces en las décadas de 1960 y 1970, textos que se convirtieron en clásicos de su género por su estilo didáctico al desplegar un lenguaje sencillo y conciso, con pautas metodológicas y cuadros sinópticos para facilitar la labor de los educadores.
Fue un gran escritor sobre temas de Historia y publicó muchos artículos en los semanarios Esbozos y Renovación de Trujillo que él mismo dirigió, mientras que el jefe de redacción de este último era Ciro Alegría. En Lima fue redactor del diario La Tribuna colaboró en La revista semanal y en El hombre de la calle. Sus colaboraciones aparecieron también en las revistas Mundial, Variedades, Mundo Ilustrado, etc. Editó, además, dos semanarios: Claxon y Don Goyo, este último de carácter humorístico.